# Scopula duplicipuncta
Scopula duplicipuncta là một loài bướm đêm trong họ Geometridae.